# Duszanci
Duszanci (bułg. Душанци) – wieś w zachodniej Bułgarii, w obwodzie sofijskii, w gminie Pirdop.
Wieś położona jest w górskim terenie między Sredną Gorą a Starą Płaniną, nad rzeką Topołnica. Niedaleko miejscowości znajduje się zbiornik retencyjny Duszanci.